# Автопортрет із пензлем
«Автопортрет із пензлем» — твір українського митця Олекси Новаківського, написаний у 1911 році. Зберігається в Національному музеї у Львові імені Андрея Шептицького (відділ Художньо-меморіальний музей Олекси Новаківського).

## Добра зірка меценатства
Невідомо, як би склалася доля талановитого хлопця, сина підлісного (лісника), що працював в садибі вельможної Гелени Бжозовської на Вінниччині. Рідний брат Гелени, граф Тадей Грохольський, сам художник за покликанням, умовив сестру надати юнаку стипендію і відіслати на навчання в Одесу, пізніше у Краків.
В роки навчання в Кракові небагатим, але талановитим студентом опікувався лікар Йосип Гогульський.

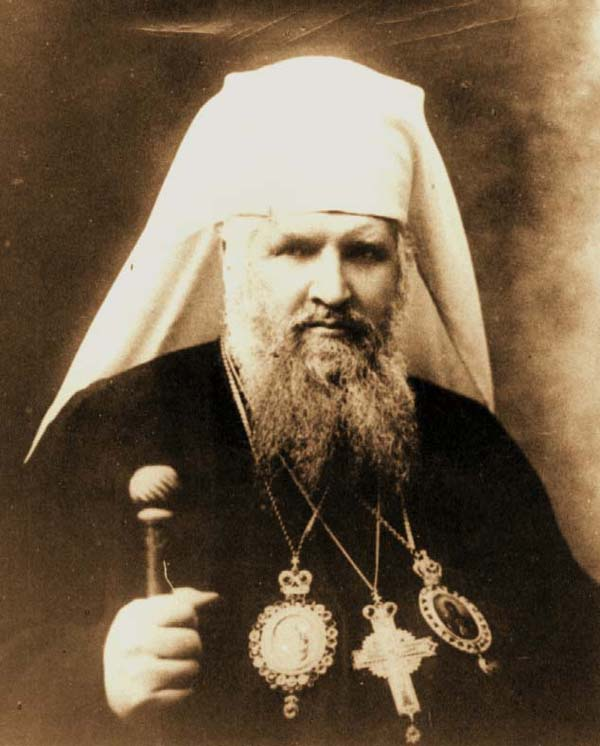
Митрополит Андрей Шептицький

У 1911 році випускник Краківської академії виставив 105 своїх творів в так званій «Світлиці (польського художника) Виспянського», де їх і побачив митрополит зі Львова Андрей Шептицький. Митрополит розпитав про художника і дізнався, що той з України. Він і умовив немолодого тоді вже художника на переїзд до Львова, аби працювати на ниві українського мистецтва. Шептицький не покинув митця напризволяще у Львові, надав житло і гроші на утримання. Головне, не став диктатором і дав можливість художній особистості Новаківського розвинутися вільно. Тож, подякуємо меценатам, нехай і запізно.
Художник віддячив створенням цікавих картин і заснуванням у Львові у 1913 році художньої школи, що стала відомим осередком художньої освіти в Галичині. Пізніше саме Олекса Новаківський очолить факультет мистецтва Львівського (таємного) Українського Університету . Нічого цього могло би не бути, аби не добра зірка меценатства, що сяяла Новаківському все життя.

## Автопортрети Новаківського
Учень Яна Матейка мав якісну художню освіту, а малював як віртуоз. При цьому не забував про колорит, хоча колористичні гами Олекси Новаківського бурхливі, несамовиті, трохи штучні, зовсім не схожі на кольори Матейка. Адже за прислів'ям, нова доба — нові і пісні.
В творчому надбанні художника були і портрети, створені для Таємного українського університету. Звертався він і до автопортретів — як в графіці, так і олійними фарбами. Важко сказати, де більше виявився могутній творчий дух, притаманний українському митцю, в автопортретах графікою чи олійними фарбами. Могутня голова художника в графічному автопортреті ріднить його як з Мойсеєм Мікеланджело, так і з велетнями доби гуманізму Італії чи велетнями з легенд. 